# Hutton Mountains
Hutton Mountains är ett berg i Antarktis. Det ligger i Västantarktis. Argentina, Chile och Storbritannien gör anspråk på området. Toppen på Hutton Mountains är 1 012 meter över havet, eller 13 meter över den omgivande terrängen. Bredden vid basen är 2,0 km.
Terrängen runt Hutton Mountains är kuperad åt sydväst, men åt nordost är den platt. Trakten är obefolkad. Det finns inga samhällen i närheten.